# Isabelle Weykmans
Isabelle Weykmans (Eupen, 3 december 1979) is een voormalig Belgisch Duitstalig politica voor de liberale PFF.

## Levensloop
Weykmans behaalde in 2000 een kandidatuur Economische, Sociale en Politieke Wetenschappen aan de Universiteit van Namen, werd in 2002 licentiate in de Politieke Wetenschappen aan de ULB en in 2003 master Europees Recht en Internationale Betrekkingen aan het Europees Instituut CIFE in Nice. Na haar studies werkte ze in 2004 enkele maanden als adviseur voor Berni Collas, gemeenschapssenator in de Senaat. In 2000 trad Weykmans toe tot de JFF, de jongerenafdeling van de PFF, en van 2003 tot 2007 was ze er vicevoorzitter van.
De toen 24-jarige Weykmans werd in juli 2004 als extraparlementair minister van Cultuur, Media, Jeugd, Sport en Monumentenzorg in de regering-Lambertz II en werd daarmee de jongste minister in de Belgische geschiedenis. Ze bleef deze bevoegdheden bekleden tot in juni 2009 en was daarna van juni 2009 tot juni 2014 minister van Cultuur, Media en Toerisme in de regering-Lambertz III en van juni 2014 tot juni 2019 viceminister-president en minister van Cultuur, Werkgelegenheid en Toerisme in de regering-Paasch I. Ten slotte was Weykmans van juni 2019 tot juli 2024 minister van Cultuur, Sport, Werkgelegenheid en Media in de regering-Paasch II. Tevens werd Weykmans in juni 2009, mei 2014 en mei 2019 verkozen in het Parlement van de Duitstalige Gemeenschap, waar ze zich vanwege haar ministerschappen telkens moest laten vervangen.
Bij de verkiezingen van juni 2024 stelde Weykmans zich geen kandidaat meer en besloot ze na twintig jaar ministerschap de politiek te verlaten. Op 1 juli 2024 liep haar termijn als minister af. 
Op lokaal politiek niveau was Weykmans van december 2006 tot augustus 2009 gemeenteraadslid van Eupen.